# Cristóbal Balenciaga (serie de televisión)
Cristóbal Balenciaga (originalmente conocida simplemente como Balenciaga) es una serie de televisión por internet española de drama biográfico, creada y escrita por Aitor Arregi, Jon Garaño, José Mari Goenaga y Lourdes Iglesias y dirigida por los tres primeros para Disney+. Está protagonizada por Alberto San Juan como el diseñador homónimo. Se estrenó el 19 de enero de 2024.

## Trama
En 1937, después de una exitosa trayectoria con sus talleres de Madrid y San Sebastián vistiendo a la élite y aristocracia española, el diseñador Cristóbal Balenciaga (Alberto San Juan) da el salto internacional presentando su primera colección de alta costura en París, Francia. Sin embargo, los diseños que en España marcaban tendencia no terminan de funcionar en el sofisticado imperio de la moda en el que se ha convertido París, donde Chanel, Dior y Givenchy son el referente de la alta costura. Guiado por su obsesión por el control en todos los aspectos de su vida, Balenciaga definirá su estilo hasta ser uno de los grandes diseñadores de la historia.

## Reparto
- Alberto San Juan como Cristóbal Balenciaga
- Belén Cuesta como Fabiola de Mora y Aragón
- Josean Bengoetxea como Nicolás Bizkarrondo
- Cecilia Solaguren como Virgilia Mendizabal
- Adam Quintero como Ramón Esparza
- Thomas Coumans como Wladzio D´Attainville
- Gemma Whelan como Prudence Glynn
- Anouk Grinberg como Coco Chanel
- Gabrielle Lazure como Carmel Snow
- Patrice Thibaud como Christian Dior
- Nine d'Urso como Colette
- Anna-Victoire Olivier como Audrey Hepburn

## Capítulos
| N.º | Título                     | Dirigido por                                 | Escrito por                                                                     | Fecha de lanzamiento original |
| --- | -------------------------- | -------------------------------------------- | ------------------------------------------------------------------------------- | ----------------------------- |
| 1   | «Cuestión de estilo»       | Aitor Arregi, Jon Garaño y José Mari Goenaga | Aitor Arregi, Lourdes Iglesias, Jon Garaño y José Mari Goenaga                  | 19 de enero de 2024           |
| 2   | «La ocupación»             | Aitor Arregi, Jon Garaño y José Mari Goenaga | Aitor Arregi, Lourdes Iglesias, Jon Garaño y José Mari Goenaga                  | 19 de enero de 2024           |
| 3   | «Un rival para Balenciaga» | Aitor Arregi, Jon Garaño y José Mari Goenaga | Aitor Arregi, Lourdes Iglesias, Jon Garaño y José Mari Goenaga                  | 19 de enero de 2024           |
| 4   | «Réplicas»                 | Aitor Arregi, Jon Garaño y José Mari Goenaga | Aitor Arregi, Lourdes Iglesias, Jon Garaño, José Mari Goenaga y Eduardo Navarro | 19 de enero de 2024           |
| 5   | «Vestir a una reina»       | Aitor Arregi, Jon Garaño y José Mari Goenaga | Aitor Arregi, Lourdes Iglesias, Jon Garaño y José Mari Goenaga                  | 19 de enero de 2024           |
| 6   | «Balenciaga soy yo»        | Aitor Arregi, Jon Garaño y José Mari Goenaga | Aitor Arregi, Lourdes Iglesias, Jon Garaño y José Mari Goenaga                  | 19 de enero de 2024           |

## Producción
El 12 de noviembre de 2021, coincidiendo con la celebración de su segundo aniversario de existencia, Disney+ anunció que comenzaría a producir series en España, con su primera serie original española siendo Balenciaga, una serie biográfica sobre el costurero español Cristóbal Balenciaga. En junio de 2022, Alberto San Juan fue anunciado como el actor que encarnaría a Balenciaga en la serie, mientras que el resto del reparto fue anunciado en julio de 2022. A finales de septiembre de 2022, se anunció que la serie iba camino de completar su rodaje después de cuatro meses de trabajo en varias localizaciones.
Cuando Disney+ finalmente anunció la fecha de estreno de la serie, se desveló que en algún punto de la producción el título de la serie había cambiado de Balenciaga a Cristóbal Balenciaga.

## Lanzamiento y marketing
El 30 de octubre de 2023, Disney+ lanzó el teaser de Cristóbal Balenciaga y anunció que la serie se estrenaría en Disney+ en España y en Star+ en Latinoamérica el 19 de enero de 2024. El 18 de diciembre de 2023, Disney+ lanzó el tráiler final de la serie.

## Recepción
Cristóbal Balenciaga ha recibido críticas positivas por parte de los críticos. Aglaia Berlutti de Hipertextual le dio a la serie cuatro estrellas de cinco, escribiendo que "narra con cuidado los espacios dolorosos de una vida llena de altibajos, enigmas, pero, en particular, la creación de un estilo que todavía, ahora mismo, es digno de admiración" y apreciando que "no tiene un relato único [...] En lugar de eso, escoge crear la sensación que su personaje [...] hila el relato de su vida desde los hechos que le han impresionado y marcado", lo cual explicó que "beneficia el ritmo y el tono de la serie, además de elogiar cómo el argumento "involucra a las distintas facetas de un país dividido por un conflicto bélico, pero también, lleno de arte que refleja el dolor". María Luis Álvarez Izquierdo de Los Lunes Seriéfilos elogió la actuación de Alberto San Juan, diciendo que "se sale del tiesto" y del guion apreció una narrativa que "cuida el detalle", además de elogiar la banda sonora de Alberto Iglesias como "la guinda sonora a la serie", concluyendo que la serie "despierta un interés bonito por uno de los iconos patrios de la moda".

## Premios
- Premio Iris 2024 al Mejor Contenido Original de Plataforma para el Mercado Español, concedido por el Consejo de Administración de la Academia de Televisión y de las Ciencias y Artes del Audiovisual.   [10]